# Dar um Jeito (We Will Find a Way)
《Dar um Jeito (We Will Find a Way)》是由卡洛斯·山塔那和怀克里夫·让主唱，艾維奇和亚历山大·皮雷斯伴唱的2014年国际足联世界杯赞歌。这首歌是由项目创意人阿农·伍尔夫森（Arnon Woolfson）制作并合作完成，它也是2014年国际足联世界杯的官方歌曲，分为英语版和葡萄牙语版，也是2014年世界杯官方专辑《爱的节奏》的第二首曲目。《Dar um Jeito (We Will Find a Way)》在美国舞曲夜店歌曲榜上排名第14位。

## 榜单

### 周榜
| 榜单（2014年）                       | 最高排名 |
| ------------------------------------ | -------- |
| 比利时佛兰德（Ultratop五十强单曲榜） | 16       |
| 比利时瓦隆（Ultratop五十强单曲榜）   | 17       |
| 巴西（《公告牌》巴西热门100金曲榜）  | 61       |
| 日本（《公告牌》日本熱門100金曲榜）  | 82       |
| 西班牙（西班牙音樂製作協會）         | 49       |
| 美国（《公告牌》舞曲夜店歌曲榜）     | 14       |